# Jason Priestley
Jason Bradford Priestly (født 28. august 1969) er en canadisk skuespiller og filminstruktør, som er mest kendt for rollen som den gode og rare Brandon Walsh i Beverly Hills 90210.
Den 6. maj 2014 udgav han sin selvbiografi, Jason Priestley: A Memoir.

## Biografi

### Opvækst
Jason Priestley er født den 28. august 1969 i North Vancouver, British Columbia, Canada. Hans forældre er Lorne, en manufaktur-repræsentant og Sharon, en ejendomsmægler. I 2007 blev han en naturaliseret amerikaner (et borgerskab, der giver en udlænding, næsten de samme rettigheder, som en indfødt i landet). Han blev student på "Argyle Secondary School" i North Vancouver. Priestley har en tvillingesøster, Justine og 2 halvsøskende, Karin og Kristi.

### Karriere
I 1990, fik Priestley rollen som Brandon Walsh i den amerikanske tv-serie Beverly Hills 90210. Rollen gjorde i løbet af et par år Priestley til et af USA's største teenage-idoler (uagtet han ikke var teenager!). Rollen som Brandon Walsh var en af seriens bærende og gennemgående karakterer, og Priestley opnåede blandt andet at blive nomineret til to Golden Globe's for rollen. Priestley medvirkede i 8 fulde sæsoner samt et par afsnit af 9. sæson, hvorefter hans karakter forlod serien. Trods mange efterfølgende kritikerroste film- og tv-præstationer er rollen utvivlsomt den langt de fleste associerer med Priestley. Priestley instruerede i øvrigt 15 episoder i serien og fungerede også som executive producer i flere år.
I 2000 spillede Priestley hovedrollen i West End teater-produktionen Side Man i London, og Priestley har spillet med i en lang række film samt flere tv-serier siden
Priestley sluttede sig til showet Tru Calling som Jack Harper fra 2004-2005. Han var også ofte med i programmet Love Monkey fra 2006. Hans fjernsynsarbejde inkluderer også 1989-serien, Sister Kate, på WB-serien What I Like About You og i februar 2006, var han med i Without a Trace.
Priestley har også spillet med i flere film, hvor hans, måske, mest bemærkelsesværdige rolle var i Love and Death on Long Island fra 1997, som et teenage-idol, der kæmper for at blive taget seriøst som skuespiller. Han har også instrueret den 19. episode i den sidste sæson af 7th Heaven.
Den 15. juli 2007, vendte Priestley tilbage til tv, som en af de mandlige hovedroller i Lifetime Televisions komedie-drama Side Order of Life.
Priestley var bedt tilbudt at genoptage rollen som Brandon Walsh i den nye omgang af 90210, men sagde nej til tilbuddet med svaret: "Jeg tror, jeg kom hele vejen rundt med Brandon i de 249 afsnit, vi lavede. Brandon har ydet sit bidrag".
Den 11. november 2008, reporterede TV Guide, at Priestley skulle insturere den 18. episode af 90210 og gerne ville instruere 5 episoder af serien Mit Liv som Teenager/My Secret Life of the American Teenager . Priestley instruerede også den episode, hvor Tori Spelling vender tilbage til 90210.

### Racerbiler
En af Priestleys hobbier er racerbiler. Han kørte en "Toyota Celica All-trac ST185" i SCCA Pro Rally Series. Han har foretaget interviews og kommentarer af racerkørere til ABC's tv-dækning af IndyCar Racing. I 1999 deltog han i det første Gumball 3000-løb, hvor han kørte en "Lotus Esprit V-8".
Den 11. august 2002 kom Priestley alvorligt til skade under en øverunde i Kentucky Speedway, da han og hans "Indy Pro Series"-bil smadrede ind i en væg med næsten 290 km/t. Han gjorde dog en hurtig og fuld helbredelse.
I følge en artikel i januar 2008 i bladet Associated Press, blev det offentliggjort at Priestley skal være medejer af et nyt "IndyCar Series"-team. Det nye team vil være kendt som "Rubicon Race Team" og forvaltes af medejer Jim Freudenberg.
De vil i første omgang have en kører med i Indianapolis 500 i maj 2008. Bil nummer 28, vil blive bygge af et Indianapolis-baseret team fra Sam Schmidt Motorsports. Køreren vil være Max Papis. 

I artiklen blev Priestley interviewet og sagde: "Jeg er begejstret for at kunne bruge maj-måned i Indy med mine gode venner og være en del af det største åbne racerbilsløb", "Det er mere end fem år siden min ulykke, og så det bliver godt at se alle igen" .

### Salgsfremmende aktivitet forBarenaked Ladies
Priestley er stor fan af Barenaked Ladies og han var til mange af deres koncerter i Californien, fra begyndelsen til midten 1990'erne. Han mødtes til sidst med dem og i hans ønske om at hjælpe dem til succes, instruerede han musikvideoen til deres sang The Old Apartment , og han brugte sin berømthed til at overbevise de amerikanske mediestationer til at sende deres musik. Det lykkedes for ham, og han inviterede bandet til at spille i "Peach Pit After Dark", i en episode af Beverly . Forsangeren Ed Robertson, siger giver stadig Priestley skylden for deres amerikanske succes. Priestleys sidste bemærkelsesværdige bidrag til bandet var, da han instruerede dokumentarfilm om bandets 1999-hvirvelvind af succes med titlen Barenaked in America, for at vise hvor sjovt han havde haft det, mens han var rundt med bandet i en tour-bus. 

### Privat
Priestley har været kæreste med medskuespillerinden Tiffani-Amber Thiessen i 1997 fra Beverly Hills 90210 og fra 1992-1997, boede Priestley sammen med Christine Elise, også en medskuespiller fra Beverly Hills 90210.
Den 2. februar 1999, giftede Priestley sig med make-up-artisten Ashlee Petersen, som han havde mødt på settet til Beverly Hills 90210. De blev skilt den 2. januar 2000.
Den 14. maj 2005, blev Priestley gift med make-up-artisten Naomi Lowde, på "Paradise Island" i Bahamas, der følgende tog navnet Naomi Lowde-Priestley. Parret har sammen to døtre, Ava Veronica (født 2. juli 2007) samt Dashiell Orson (2009).

Den 9. juli 2007, fortalte Priestley i showet Late Night with Conan O'Brien, at han var blevet amerikansk statsborger nogle uger tidligere. Priestley har en tvillingesøster, Justine Priestley, der også er skuespiller. Priestley prøvede at få sin søster til audition som Brenda Walsh, men det gik ikke, men hun har været med i nogle afsnit af Beverlys spin-off Melrose Place in 1996.

### Trivia
- Priestley har smadret sin bil ind i en svømningpool, fordi (i følge ham) han ville undgå et rådyr. Han blev dog sigtet for sprituskørsel og skulle betale en bøde på $50.000.
- Deler fødselsdag med skuespilleren Jack Black, Shania Twain, LeAnn Rimes og Daniel Stern.
- Er 1.73 m høj.
- Hans tidligere Beverly Hills 90210-kolleger Jennie Garth, Tori Spelling, Tiffani-Amber Thiessen og Ian Ziering var med til hans bryllup med Naomi Lowde-Priestley.
- Han var blandt gæsterne til Tiffani-Amber Thiessens bryllup med Brady Smith.

## Filmografi

### Film
| Film | Film                             | Film                      | Film       |
| År   | Titel                            | Rolle                     | Noter      |
| ---- | -------------------------------- | ------------------------- | ---------- |
| 1986 | The Boy Who Could Fly            | Gary                      |            |
| 1988 | Watchers                         | Boy on Bike               |            |
| 1993 | Calendar Girl                    | Roy Darpinian             |            |
| 1993 | Tombstone                        | Deputy Billy Breckinridge |            |
| 1995 | Coldblooded                      | Cosmo Reif                |            |
| 1997 | Love and Death on Long Island    | Ronnie Bostock            |            |
| 1997 | Hacks                            | The Dude                  |            |
| 1998 | Conversations in Limbo           |                           |            |
| 1998 | The Thin Pink Line               | Hunter Green              |            |
| 1999 | Choose Life                      | DJ                        |            |
| 1999 | Dill Scallion                    | Jo Joe Hicks              |            |
| 1999 | Standing on Fishes               | Jason                     |            |
| 1999 | Eye of the Beholder              | Gary                      |            |
| 2000 | Lion of Oz                       | Lion                      | Voice Role |
| 2000 | Herschel Hopper: New York Rabbit | Xavier                    | Voice Role |
| 2000 | The Highwayman                   | Breakfast                 |            |
| 2001 | Double Down                      | David                     |            |
| 2001 | The Fourth Angel                 | Davidson                  |            |
| 2002 | Darkness Falling                 | Michael Pacer             |            |
| 2002 | Cherish                          | Andrew                    |            |
| 2002 | Cover Story                      | JC Peck                   |            |
| 2002 | Time of the Wolf                 | Mr. Nelson                |            |
| 2002 | Fancy Dancing                    | Asa Gemmil                |            |
| 2003 | Die, Mommie, Die!                | Tony Parker               |            |
| 2004 | Chicks with Sticks               | Steve Cooper              |            |
| 2004 | Going the Distance               | Lenny Swackhammer         |            |
| 2006 | Hot Tamale                       | Jude                      |            |
| 2006 | Made in Brooklyn                 | D.J.                      |            |
| 2013 | Enter the Dangerous Mind         | Dr. Dubrow                |            |

### Tv
| År           | Titel                                           | Rolle                       | Noter                                                              |
| ------------ | ----------------------------------------------- | --------------------------- | ------------------------------------------------------------------ |
| 1987         | Airwolf                                         | Bobby                       | A Piece of Cake                                                    |
| 1987         | 21 Jump Street                                  | Tober Brian                 | Mean Streets and Pastel Houses, Two for the Road                   |
| 1987         | Danger Bay                                      | Derek                       | Deep Trouble                                                       |
| 1988         | MacGyver                                        | Danny                       | Blood Brothers                                                     |
| 1989         | Teen Angel                                      | Buzz Gunderson              |                                                                    |
| 1989         | Quantum Leap                                    | Pencil                      | Camikazi Kid                                                       |
| 1989         | Sister Kate                                     | Todd Mahaffey               |                                                                    |
| 1990         | Teen Angel Returns                              | Buzz Gunderson              |                                                                    |
| 1990–2000    | Beverly Hills, 90210                            | Brandon Walsh               | 1 gæsteoptræden, 246 episoder                                      |
| 1992         | Saturday Night Live                             | Vært                        | Jason Priestley/Teenage Fanclub                                    |
| 1992         | Drexell's Class                                 | Teen Priest                 | Cruisin'                                                           |
| 1992         | Eek! The Cat                                    | Bo Diddly Squat             | stemmerolle                                                        |
| 1994         | Kings Island 20th Anniversary Special           | Host                        | TV Special                                                         |
| 1995         | Choices of the Heart: The Margaret Sanger Story | Narrator                    | tv-film                                                            |
| 1995         | Biker Mice from Mars                            | Jack McCyber                | Virtual Unreality Hit the Road, Jack                               |
| 1997         | Vanishing Point                                 | The Voice                   | tv-film                                                            |
| 1997         | The Outer Limits                                | Anthony Szigetti            | episode "New Lease"                                                |
| 1998         | Superman: The Animated Series                   | Reep Daggle/Chameleon Boy   | New Kids in Town                                                   |
| 2000         | Common Ground                                   | Billy                       | tv-film                                                            |
| 2000         | Homicide: The Movie                             | Det. Robert Hall            | tv-film                                                            |
| 2000         | The 11 O'Clock Show                             | Ham selv                    | 4.41                                                               |
| 2000         | Kiss Tomorrow Goodbye                           | Jarred                      | tv-film                                                            |
| 2001         | Spin City                                       | Scott                       | In the Company of Dudes                                            |
| 2002         | Jeremiah                                        | Michael                     | ...And the Ground, Sown with Salt                                  |
| 2002         | Tom Stone                                       | Doug                        | Little Bitty                                                       |
| 2002         | Warning: Parental Advisory                      | Charlie Burner              | tv-film                                                            |
| 2002         | The True Meaning of Christmas Specials          | Santa Dude                  | TV Special                                                         |
| 2003         | 8 Simple Rules                                  | Carter Tibbits              | Every Picture Tells a Story                                        |
| 2004         | Rides                                           | Vært                        | Dokumentar                                                         |
| 2004         | I Want to Marry Ryan Banks                      | Ryan Banks                  | tv-film                                                            |
| 2004         | Sleep Murder                                    | Peter Radwell               | tv-film                                                            |
| 2004         | Quintuplets                                     | Steve Chase                 | Thanksgiving Day Charade                                           |
| 2004         | Tru Calling                                     | Jack Harper                 |                                                                    |
| 2005         | Colditz                                         | Flying Officer Rhett Barker | tv-film                                                            |
| 2005         | Murder at the Presidio                          | Tom                         | tv-film                                                            |
| 2005         | What I Like About You                           | Charlie                     | The Perfect Date Halloween                                         |
| 2005         | Snow Wonder                                     | Warren                      | tv-film                                                            |
| 2006         | Hockeyville                                     | ham selv                    |                                                                    |
| 2006         | Love Monkey                                     | Mike Freed                  |                                                                    |
| 2006         | Without a Trace                                 | Allen Davis                 | Crossroads                                                         |
| 2006         | Above and Beyond                                | Sir Frederick Banting       | Miniserie                                                          |
| 2006         | Shades of Black: The Conrad Black Story         | Jeff Riley                  | tv-film                                                            |
| 2006         | Masters of Horror                               | Alan Alstein                | The Screwfly Solution                                              |
| 2007         | Subs                                            | Mr. Clayton                 | Pilot                                                              |
| 2007         | Luna: Spirit of the Whale                       | Ted Jeffries                | tv-film                                                            |
| 2007         | Medium                                          | Walter Paxton               | Head Games Heads Will Roll Everything Comes to a Head              |
| 2007         | Don't Cry Now                                   | Nick                        | tv-film                                                            |
| 2007         | Termination Point                               | Caleb Smith                 | tv-film                                                            |
| 2007         | Everest '82                                     | John Lauchlan               | Miniserie                                                          |
| 2007         | Side Order of Life                              | Ian Denison                 |                                                                    |
| 2008         | The Other Woman                                 | Pete                        | tv-film                                                            |
| 2008         | My Name Is Earl                                 | Cousin Blake                | Earl and Joy's Anniversary                                         |
| 2008         | A Very Merry Daughter of the Bride              | William                     | tv-film                                                            |
| 2009         | Expecting a Miracle                             | Pete Stanhope               | tv-film                                                            |
| 2009         | The Day of the Triffids                         | Coker                       | tv-serie                                                           |
| 2010–Present | Call Me Fitz                                    | Richard "Fitz" Fitzpatrick  | tv-serie                                                           |
| 2011         | Haven                                           | Chris Brody                 | tv-serie                                                           |
| 2011         | Dear Santa                                      |                             | Director                                                           |
| 2011         | Stephen King's Bag of Bones                     | Marty                       | tv-serie                                                           |
| 2012         | Psych                                           | Clive                       | tv-serie episoder: Neal Simon's Lover's Retreat                    |
| 2013         | How I Met Your Mother                           | han selv                    | tv-serie episoder: P.S. I Love You (How I Met Your Mother)         |
| 2013         | CSI: Crime Scene Investigation                  | Jack Witten                 | tv-serie episoder: Frame by Frame (CSI: Crime Scene Investigation) |
| 2014         | Hot in Cleveland                                | Corey Chambers              | tv-serie episoder: Rusty Banks Rides Again (Hot in Cleveland)      |
| 2015         | Welcome to Sweden                               | ham selv                    |                                                                    |
| 2016         | Private Eyes                                    | Shade                       |                                                                    |

### Nomineringer
Gemini Awards: 

- 2003: Nomineret: "Best Performance or Host in a Variety Program or Series" for: The True Meaning of Christmas Specials – Delt med hele castet

Golden Globe: 

- 1993: Nomineret: "Best Performance by an Actor in a TV-Series – Drama" for: Beverly Hills, 90210
- 1995: Nomineret: "Best Performance by an Actor in a TV-Series – Drama" for: Beverly Hills, 90210

Young Artist Awards: 

- 1990: Nomineret: "Best Young Actor Supporting Role in a Television Series" for: Sister Kate

## Eksterne links
- Jason Priestley på Internet Movie Database (engelsk)
- Jason Priestley på Scope
- Jason Priestley på Svensk Filmdatabas (svensk)
- Jason Priestley på AlloCiné (fransk)
- Jason Priestley på AllMovie (engelsk)
- Jason Priestley på Turner Classic Movies (engelsk)
- Jason Priestley på The Movie Database (engelsk)
- Official Jason Priestley Website
- Jason Priestley Interview på The Hour med George Stroumboulopoulos